# Agrilus guerinii
Agrilus guerinii é uma espécie de inseto do género Agrilus, família Buprestidae, ordem Coleoptera.
Foi descrita cientificamente por Lacordaire in Boisduval & Lacordaire, 1835.